# Gemeine Heideschnecke
Die Gemeine Heideschnecke, auch Westliche Heideschnecke (Helicella itala, Syn.: Helicella ericetorum (O. F. Müller)) ist eine Schneckenart aus der Familie der Geomitridae, die zur Ordnung der Landlungenschnecken (Stylommatophora) gerechnet wird. Es handelt sich um eine nur sehr lokal vorkommende Art, die an diesen Standorten aber zur Massenvermehrung neigt.

## Merkmale
Das Gehäuse ist abgeflacht mit niedrigem Gewinde, fast schon scheibenförmig. Es misst 5 bis 12 × 9 bis 25 mm. Es werden 5½–6½ gewölbte, regelmäßig zunehmende Umgänge gebildet; diese bilden eine flache Naht. Der weite Nabel nimmt etwa ein Drittel des Gesamtdurchmessers ein. Die letzte Windung ist zunächst leicht, zur Mündung hin stark aus der Windungsachse abgesenkt. Die Mündung ist elliptisch und steht schräg zur Windungsachse. Normalerweise ist keine Lippe ausgebildet, der Rand ist kaum umgebogen, eher scharf und nur seitlich und unten etwas erweitert. 
Die Schale ist weißlich, leicht bräunlich, gelblich oder sehr schwach rötlich. Die Zeichnung besteht aus hell- bis dunkelbraunen Bändern, wobei das Bandmuster sehr variabel ist. Die Oberfläche ist lediglich mit feinen, etwas unregelmäßigen Anwachstreifen versehen.
Der Weichkörper des Tieres ist gelblichweiß bis bräunlichgelb mit etwas dunkleren Fühlern. Im zwittrigen Geschlechtsapparat dringt der Samenleiter (Vas deferens) in spitzem Winkel in den Epiphallus ein. Das Flagellum ist schlank und erreicht weniger als ein Drittel der Länge des Epiphallus. Der Epiphallus ist etwa dreimal so lang wie der Penis. Der Penis ist spindelförmig mit einer großen Krempe und einer zentralen Pore; die Pore ist von zwei bis drei kurzen Loben umgeben. Die Penishülle ist vergleichsweise dünn. Der Penisretraktormuskel setzt am distalen Ende des Epiphallus nahe dem Übergang zum Penis an. Die beiden Pfeilsäcke sind relativ groß und sitzen an der Vagina an, deutlich vor der Einmündung des Penis in das Genitalatrium. Beide Pfeilsäcke münden in Ausstülpungen der Vagina und enthalten je einen Liebespfeil. Die zwei Glandulae mucosae haben jeweils etwa vier Arme. Der freie Eileiter ist bis viermal kürzer als die Vagina. Der vergleichsweise lange Stiel der Spermathek ist subzylindrisch, die Blase (Bursa) liegt der oberen Hälfte des Eisamenleiters an.

## Geographisches Vorkommen und Lebensraum
Die Gemeine Heideschnecke kommt auf den Britischen Inseln, Frankreich, Belgien, Niederlande, Schweiz, Dänemark, Deutschland, Österreich, Tschechien und Polen vor. Sie kommt heute auch weitverbreitet in Australien vor. 1891 wurde sie dort erstmals nachgewiesen.
Die Tiere leben auf trockenen, exponierten Habitaten, wie Straßenrändern und Bahndämmen, bewachsenen Dünen und Felsgeröll sowie kurzen Kalkmagerrasen. In den Alpen und Pyrenäen steigt die Art bis auf 2000 m über den Meeresspiegel an.

## Lebensweise
Die Gemeine Heideschnecke kann ein Alter von 2½ bis 3 Jahren erreichen. Sie hält keine ausgesprochene Winterruhe ein und ist auch an milden Wintertagen aktiv. In der Regel gibt es zwei Fortpflanzungsperioden, im März/April und Ende August bis November. In milden Wintern kann die Fortpflanzung auch schon früher beginnen. Die Eiablage erfolgt 6 bis 22 Tage nach der Kopulation. Die Eier werden in einem selbst gegrabenen Hohlraum im Erdreich abgelegt. Die Anzahl der Eier variiert von 26 und 68 Eier pro Gelege. Nach der Eiablage wird der Hohlraum nicht  verschlossen. Die leicht elliptischen Eier messen 1,2 bis 1,6 mm im Durchmesser. Sie sind weißlich und besitzen in die Hülle eingelagerte Kalkkristalle. Nach ca. 28 bis 36 Tagen schlüpfen die Jungschnecken als Miniaturadulte. Sie verlassen nach einigen Tagen den Hohlraum, in dem die Eier abgelegt wurden.
Die Gemeine Heideschnecke ernährt sich von Moderstoffen und welken Pflanzenteilen.

## Taxonomie
Das Taxon wurde bereits 1758 von Carl von Linné als Helix itala aufgestellt. Es ist die Typusart der Gattung Helicella Férussac, 1821.

## Gefährdung
Die Art ist auf das Verbreitungsgebiet gesehen nicht gefährdet. In Deutschland steht die Art in der Roten Liste dagegen als gefährdet. Gefährdungsursachen sind Habitatverluste und Änderung bzw. Aufgabe agrikultureller Praxis (weniger Schafbeweidungen, sukzessionsbedingte Wandel vom Offengrasland zu Gehölzbeständen usw.). Diese tragen dazu bei, dass die Populationen von H. itala im Rückgang begriffen sind. Um auf diese Gefährdung durch den Lebensraumverlust aufmerksam zu machen und um ins Bewusstsein zu rufen, dass bestimmte Schnecken auch auf trockene Lebensräume angepasst sind, wurde die Gemeine Heideschnecke zum Weichtier des Jahres 2019 ernannt.

## Belege

### Online
- AnimalBase